# Sami Sharaf
Sami Sharaf (en arabe : سامي شرف), né le 20 avril 1929 à Héliopolis et mort le 23 janvier 2023 au Caire à l'âge de 93 ans, est un ministre égyptien des affaires présidentielles durant les années 1960.

## Biographie
Sami Sharaf est un des fondateurs du Gihaz al-Mukhabarat al-Amma, service de renseignement égyptien.
Après la mort de Gamal Abdel Nasser, il fut emprisonné du 13 mai 1971 au 15 mai 1981.